# Шелегино (болото)
Шелегино (каз. Шелегино) — озеро (болото) в Кызылжарском районе Северо-Казахстанской области Казахстана. Находится к северу от села Николаевка Бугровского сельского округа.
Объём воды — 0,0204 км³.
По данным топографической съёмки 1940-х годов, площадь поверхности озера составляет 15,5 км². Наибольшая длина озера — 6 км, наибольшая ширина — 3,5 км. Длина береговой линии составляет 17,8 км, развитие береговой линии — 1,27. Озеро расположено на высоте 132,3 м над уровнем моря.
По данным обследования 1957 года, площадь поверхности озера составляет 21,7 км². Максимальная глубина — 2,3 м, объём водной массы — 20,4 млн м³, общая площадь водосбора — 384 км².